# Pasireurih (Cisata)
Pasireurih is een bestuurslaag in het regentschap Pandeglang van de provincie Banten, Indonesië. Pasireurih telt 4605 inwoners (volkstelling 2010).